# Bibio sierrae
Bibio sierrae är en tvåvingeart som beskrevs av Hardy 1960. Bibio sierrae ingår i släktet Bibio och familjen hårmyggor.
Artens utbredningsområde är Kalifornien. Inga underarter finns listade i Catalogue of Life.